# 樫出三郎
樫出 三郎（かしで さぶろう、1947年4月10日 - ）は、群馬県出身の元プロ野球選手（投手）。

## 来歴・人物
東農大二高では、小林邦彦（東農大三高監督）、金子和夫（日本通運）と投の三本柱を組み活躍。1964年秋季関東大会決勝ではエース堀内恒夫を擁する甲府商を小林との継投で零封、翌1965年春の選抜への出場を決める。選抜では1回戦で小林が岐阜短大付の淵上澄雄と投げ合い完封勝利。2回戦では先発し、3人の継投で大谷高に9回逆転サヨナラ勝ち。準々決勝に進むが市和歌山商の岡本喜平（住友金属）に完封を喫する。市和歌山商には後にプロで同僚となる藤田平がいた。同年夏は北関東大会決勝で鹿沼農商の斎藤芳明に抑えられ敗退、甲子園出場を逸する。
法政大学に進学。しかし東京六大学野球リーグでは、同期の山中正竹、江本孟紀の陰にかくれ、4年間で1度もリーグ戦のマウンドを踏めなかった。大学卒業後は、社会人野球のデュプロ印刷機に入団。下手投げからの落ちるシュートを武器に腕をあげた。産業別対抗では初戦で日本通運浦和を相手に延長10回を投げるが、本塁打による1点で敗戦。
法政大学の先輩である田淵幸一の誘いで、阪神タイガースの入団テストを受け合格し、1970年オフにドラフト外で入団。しかし、わずか1年間で現役を引退した。引退後も兵庫県内に留まって事業をしていた。

## 詳細情報

### 年度別投手成績
- 一軍公式戦出場なし

### 背番号
- 45 （1971年）